# 志村令郎
志村 令郎（しむら よしろう、1932年〈昭和7年〉10月27日 - 2023年〈令和5年〉9月27日）は、日本の生物学者。京都大学名誉教授。学位はPh.D.（ラトガーズ大学）。分子生物学専攻。

## 経歴
山梨県大月市生まれ。京都大学理学部植物学科卒業、京都大学大学院修士課程修了。1963年（昭和38年）、ラトガース大学よりPh.D.取得。
1985年（昭和60年）、京都大学教授となり、1989年（平成元年）、岡崎国立共同研究機構基礎生物学研究所教授をかねる。
1993年（平成5年）木原賞受賞。1994年（平成6年）、「RNAプロセシングの研究」で日本学士院賞を受賞。
2004年（平成16年）4月から2010年（平成22年）3月まで自然科学研究機構の機構長を務めた。
2010年（平成22年）4月、瑞宝中綬章受章。
2023年（令和5年）9月27日、老衰のため死去。90歳没。死没日付をもって従四位に叙された。